# 宇治陵
宇治陵（うじりょう、うじのみささぎ）は、京都府宇治市にある古墳群と、藤原氏とその関係者の陵墓群である。地蔵山および御蔵山に散在する古墳群を総称したもの。

## 概要
地蔵山及びその北側浄妙寺山の南北約1.8キロ、東西0.9キロ、総面積89,332平方メートルに点在する大小320もの陵墓群である。明治10年に宮内庁によって調査され17陵3墓を木幡陵と定められたが、後に宇治陵とし1号から37号までの番号が付けられた。古墳時代の5-6世紀の円墳・前方後円墳があるとともに、元慶年間（877年-885年）から長寛2年（1164年）の藤原冬嗣・基経・時平・道長・頼通などと、藤原家から入内した中宮などの女性の埋葬地とされている。
また、近年の発掘で宇治市立木幡小学校付近に藤原道長が建立した浄妙寺があったと推測されている。
1号墳は総遙拝所に当てている。
23号墳は90余の墳塚のある丘陵全体を1陵としている変則陵墓となっている。
34号墳（赤塚）が藤原冬嗣夫妻、35号墳（時平塚）が藤原時平、36号墳（狐塚）が藤原基経の墓といわれ、32号墳を藤原道長の墓とする説もあるが、誰がどこに被葬されているかは特定されていない。

## 一覧

### 陵墓被葬者一覧
| 名       | 天皇との続柄                     | 崩薨年月日        | 備考                                 |
| -------- | -------------------------------- | ----------------- | ------------------------------------ |
| 温子     | 宇多女御（皇太夫人）、醍醐養母   | 延喜7年6月8日     | 深草山に火葬                         |
| 穏子     | 醍醐皇后、朱雀・村上母           | 天暦8年1月4日     | 鳥部野に火葬                         |
| 安子     | 村上皇后、冷泉・円融母           | 康保元年4月29日   | 愛宕群の東南の野に火葬               |
| 懐子     | 冷泉女御（贈皇太后）、花山母     | 天延3年4月3日     |                                      |
| 媓子     | 円融皇后                         | 天元2年6月3日     | 鳥部野に火葬                         |
| 超子     | 冷泉女御（贈皇太后）、三条母     | 天元5年1月28日    |                                      |
| 詮子     | 円融女御（皇太后）、一条母       | 長保3年閏12月22日 | 鳥部野に火葬、宇治山納骨             |
| 遵子     | 円融皇后                         | 寛仁元年6月1日    | 般若寺の東北に火葬、翌年木幡納骨     |
| 娍子     | 三条皇后                         | 万寿2年3月25日    | 雲林院西院の西北に火葬、翌年木幡納骨 |
| 嬉子     | 後朱雀女御（贈皇太后）、後冷泉母 | 万寿2年8月5日     | 船岡の西野に火葬、木幡納骨           |
| 妍子     | 三条皇后                         | 万寿4年9月14日    | 大峯寺の前野に火葬、木幡納骨         |
| 威子     | 後一条皇后                       | 長元9年9月6日     | 桜本に火葬                           |
| 茂子     | 後三条女御（贈皇太后）、白河母   | 康平5年6月22日    |                                      |
| 彰子     | 一条皇后、後一条・御朱雀母       | 承保元年10月3日   | 大谷口に火葬                         |
| 歓子     | 後冷泉皇后                       | 康和5年1月25日    | 鳥部野に火葬                         |
| 苡子     | 堀河女御（贈皇太后）、鳥羽母     | 康和5年1月25日    | 鳥部野に火葬、木幡納骨               |
| 寛子     | 後冷泉皇后                       | 大治2年8月14日    | 一坂東辺（宇治南）に火葬、木幡納骨   |
| 敦実親王 | 宇多皇子、母胤子                 | 康保4年3月2日     | （墓）                               |
| 敦道親王 | 冷泉皇子、母超子                 | 寛弘4年10月2日    | （墓）                               |
| 生子     | 御朱雀女御                       | 治暦4年8月21日    | （墓）                               |

## ギャラリー

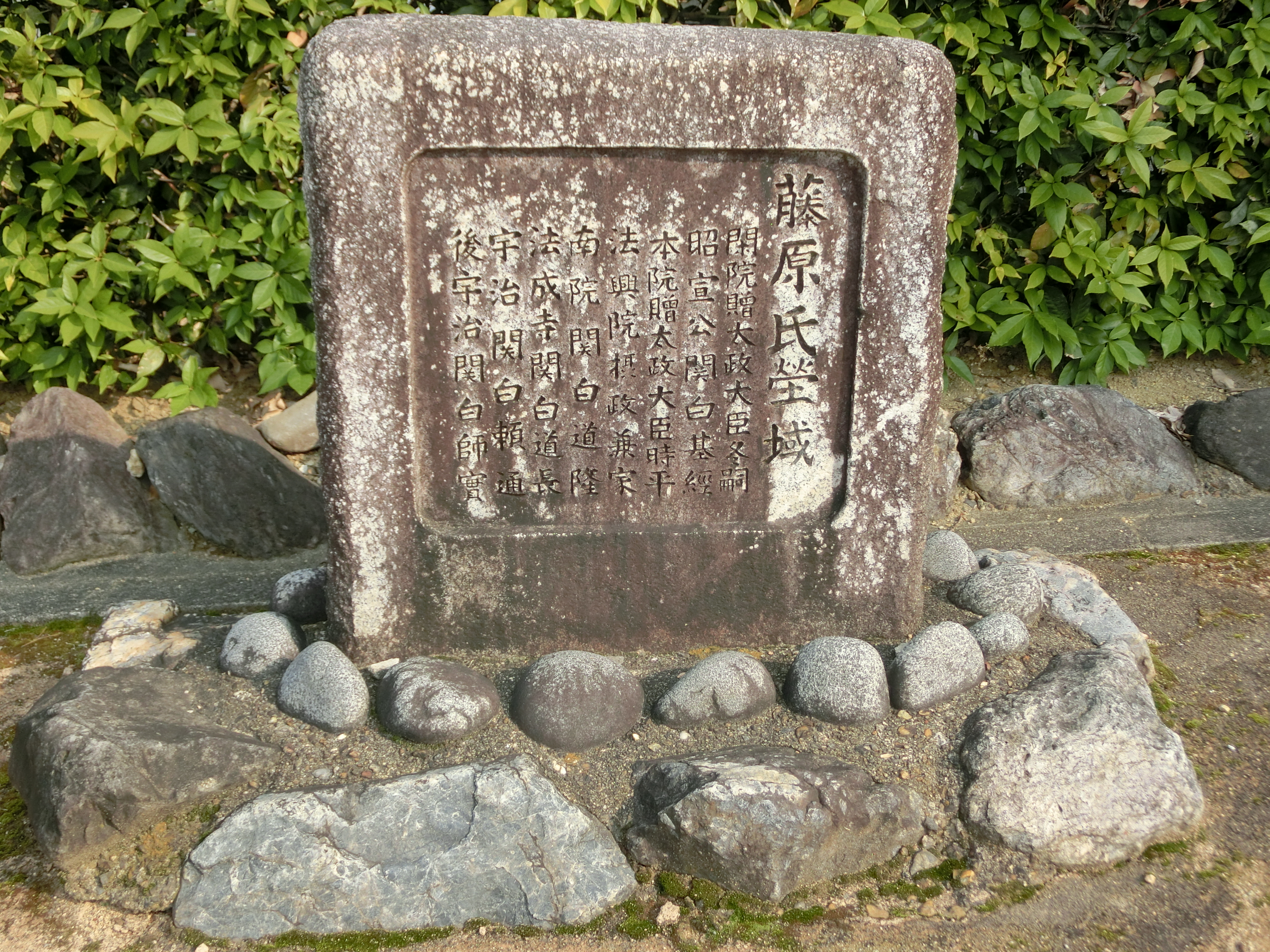
藤原氏塋域碑
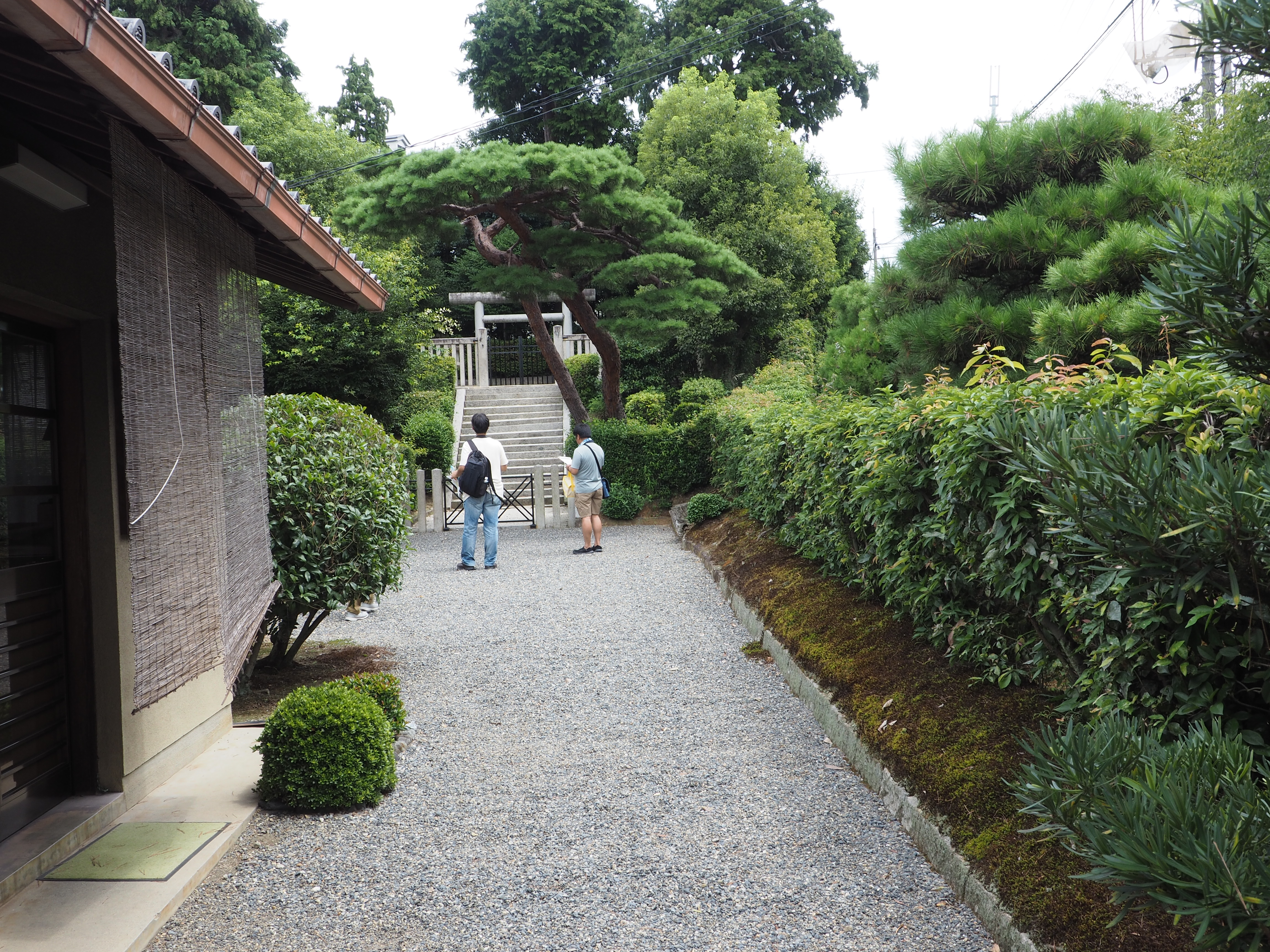
宇治陵１号（総遙拝所）
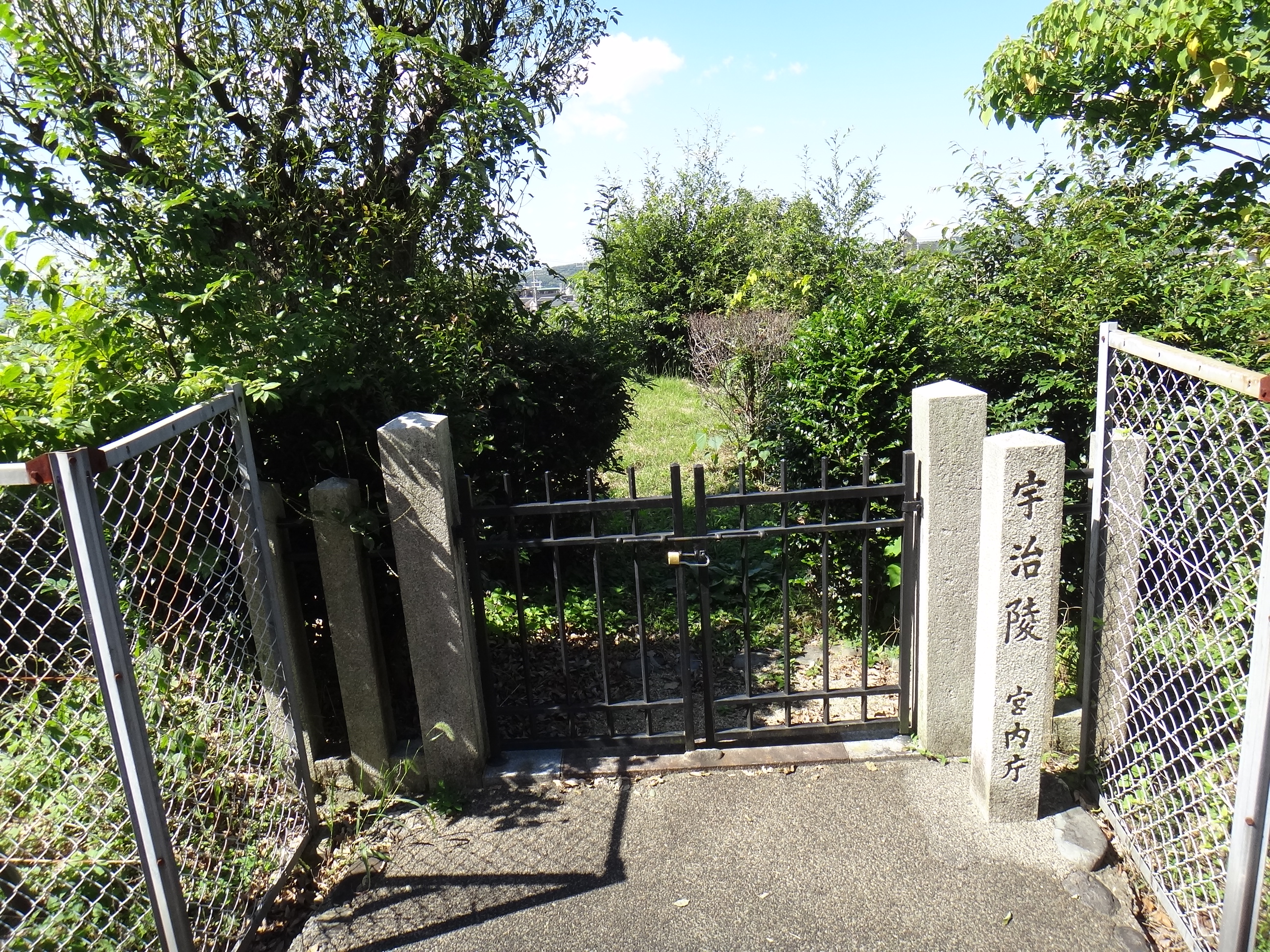
宇治陵5号
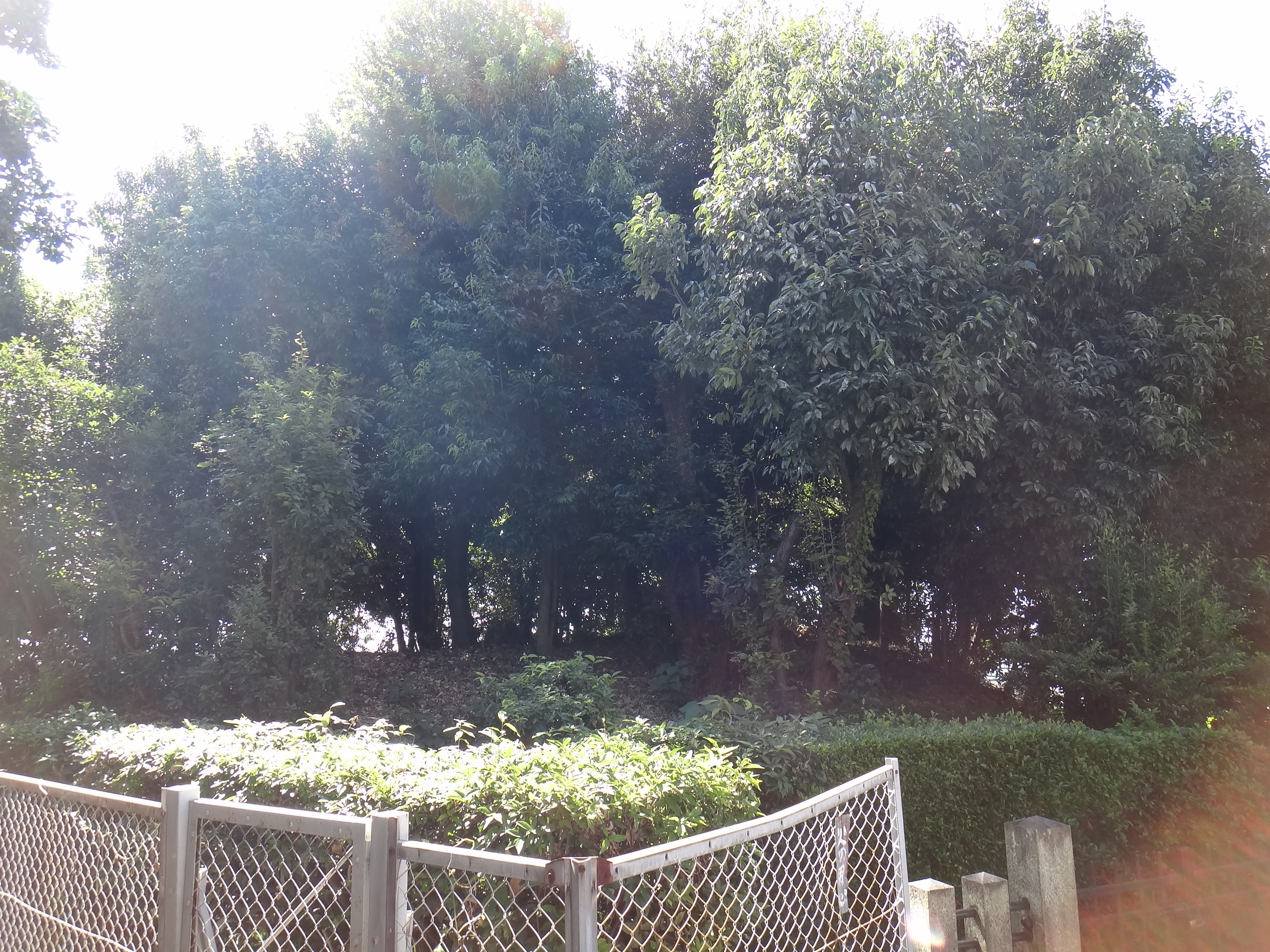
宇治陵6号
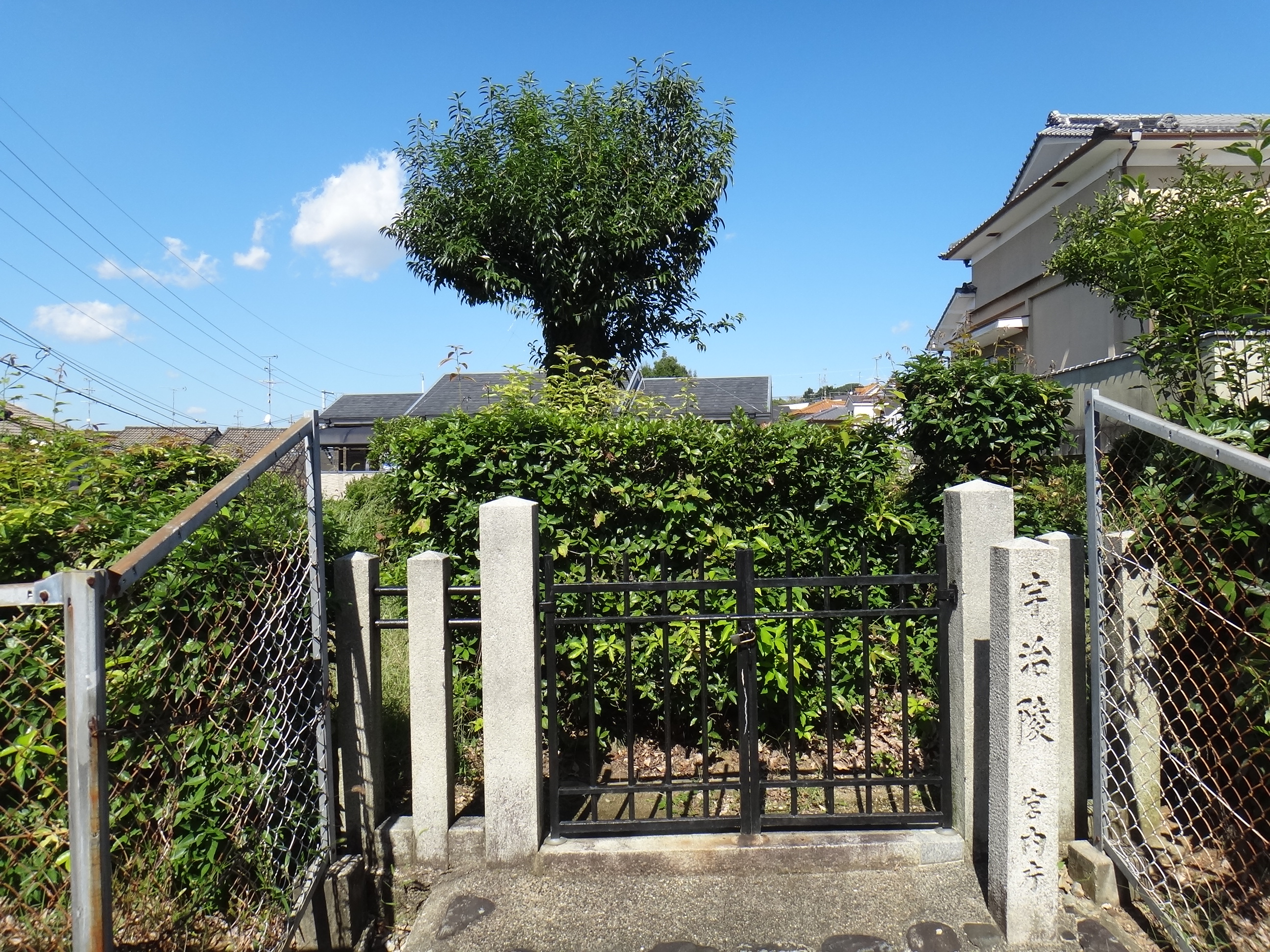
宇治陵7号
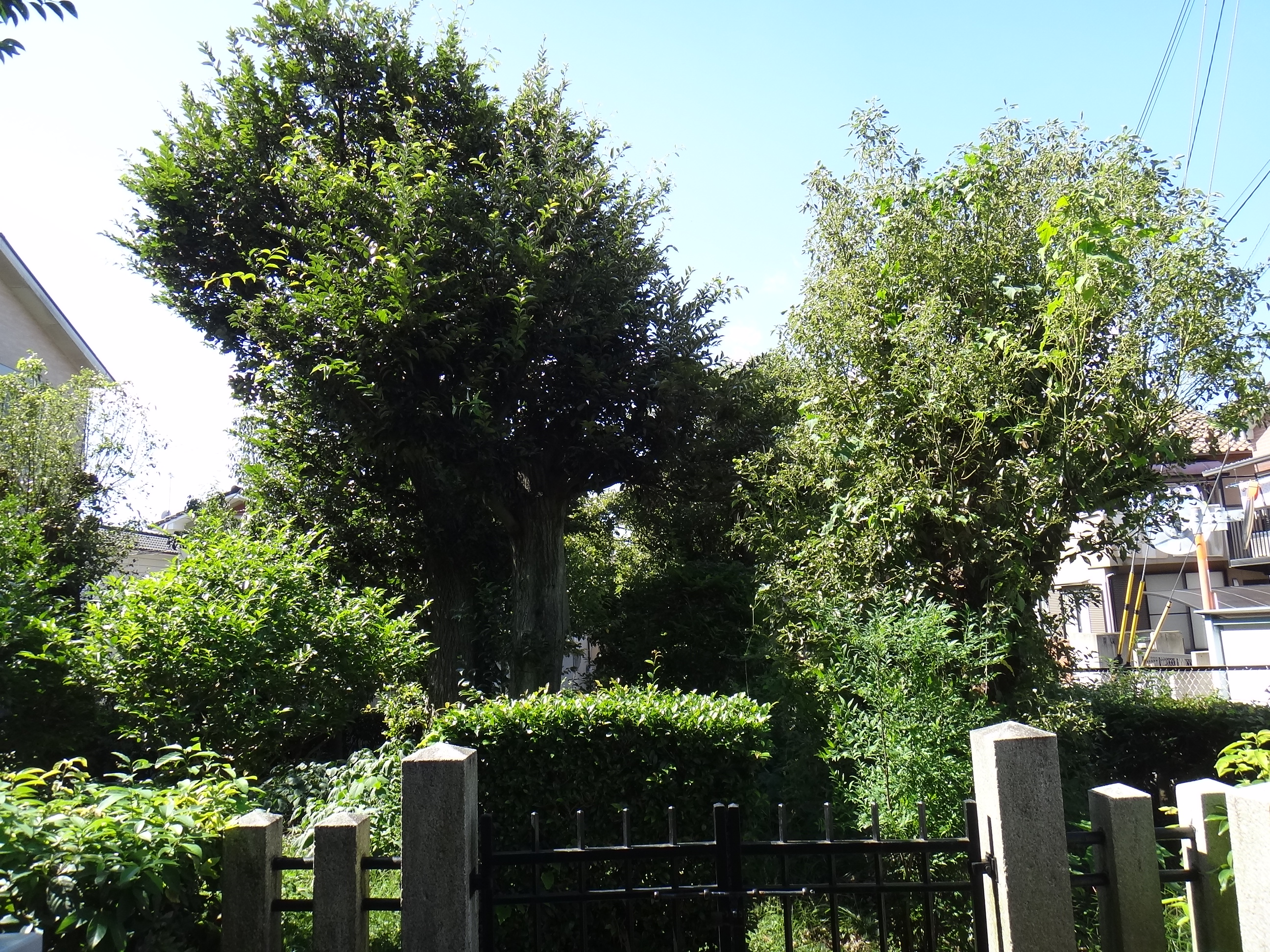
宇治陵8号
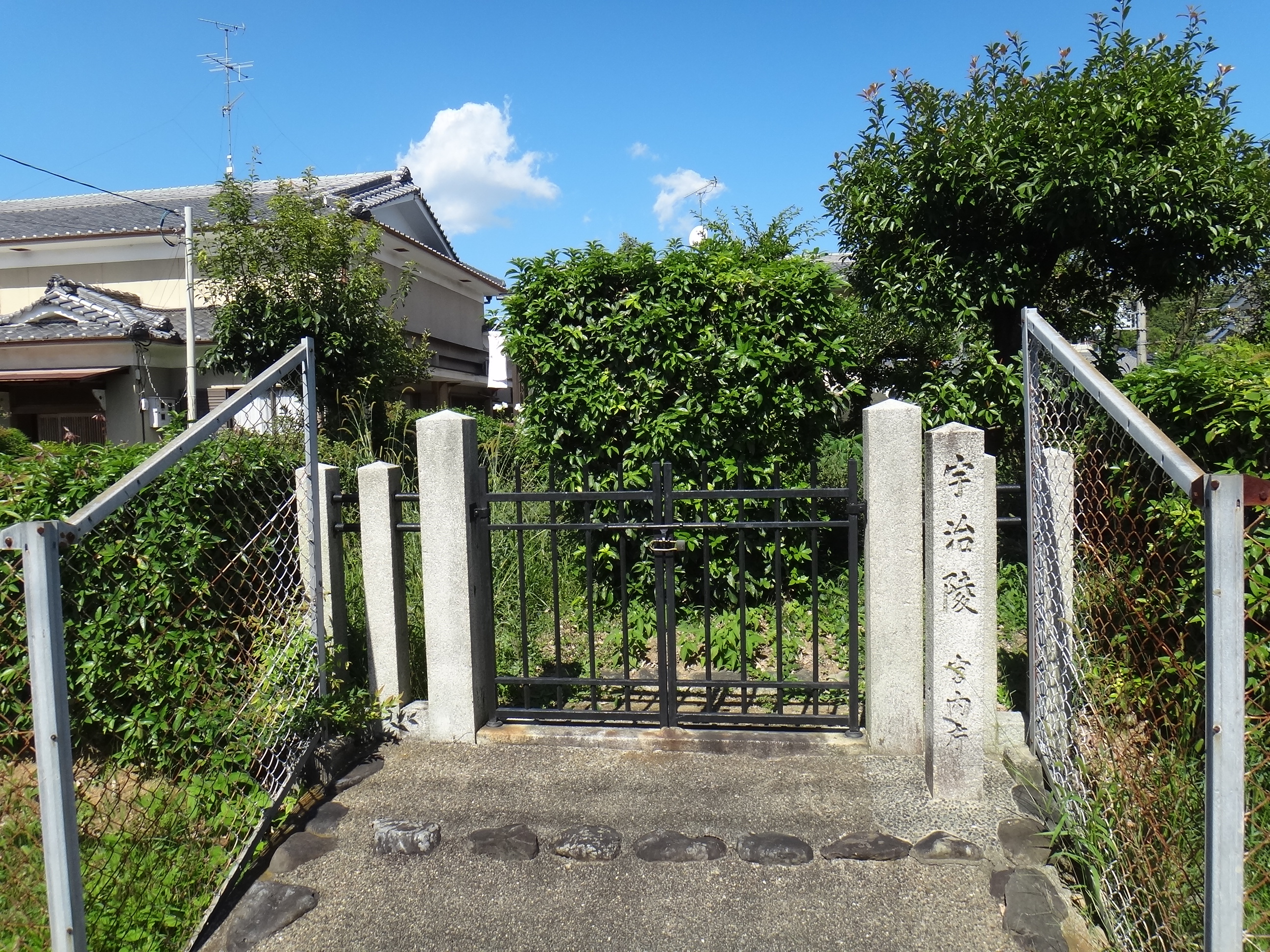
宇治陵9号
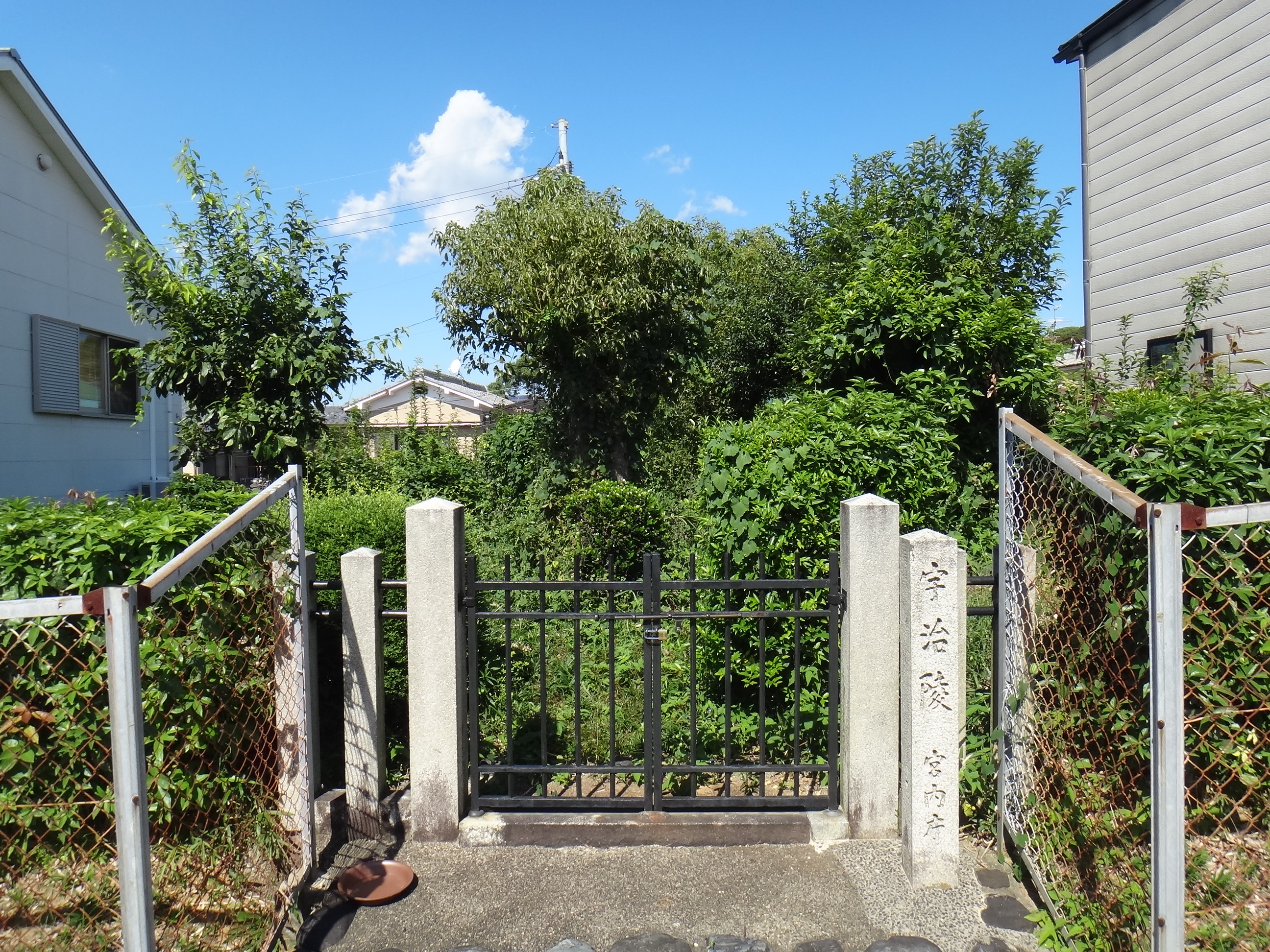
宇治陵10号
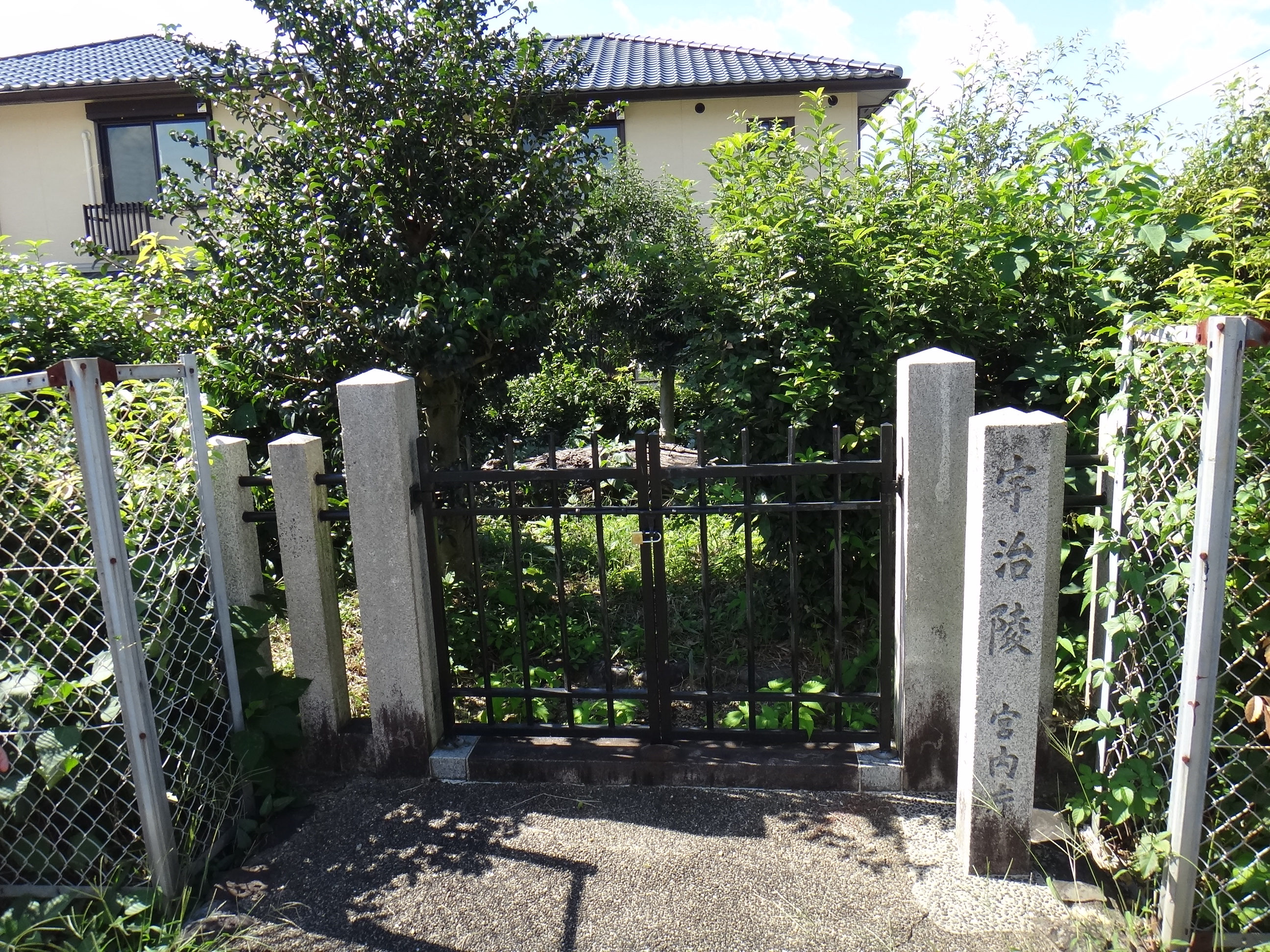
宇治陵11号
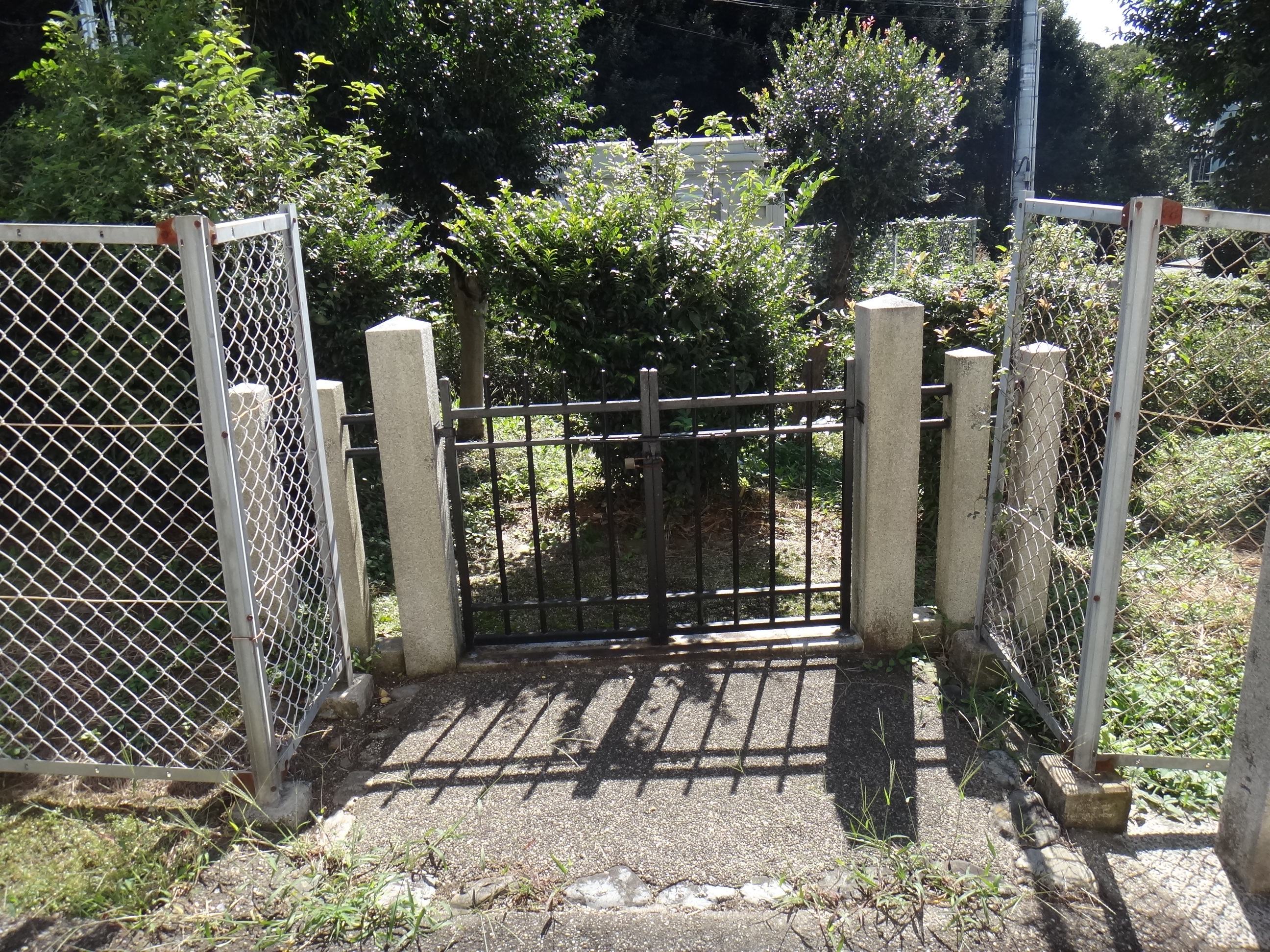
宇治陵12号
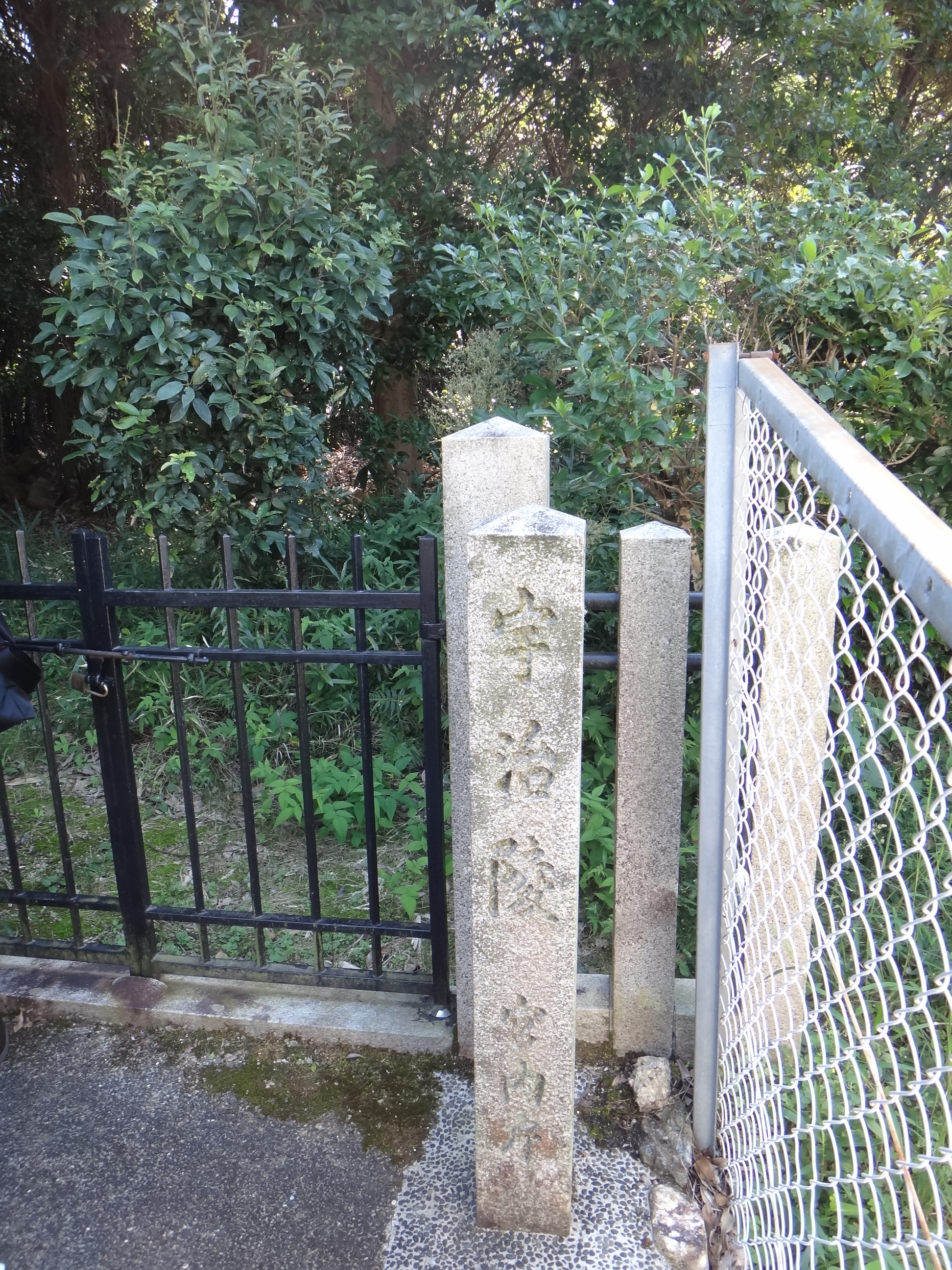
宇治陵13号
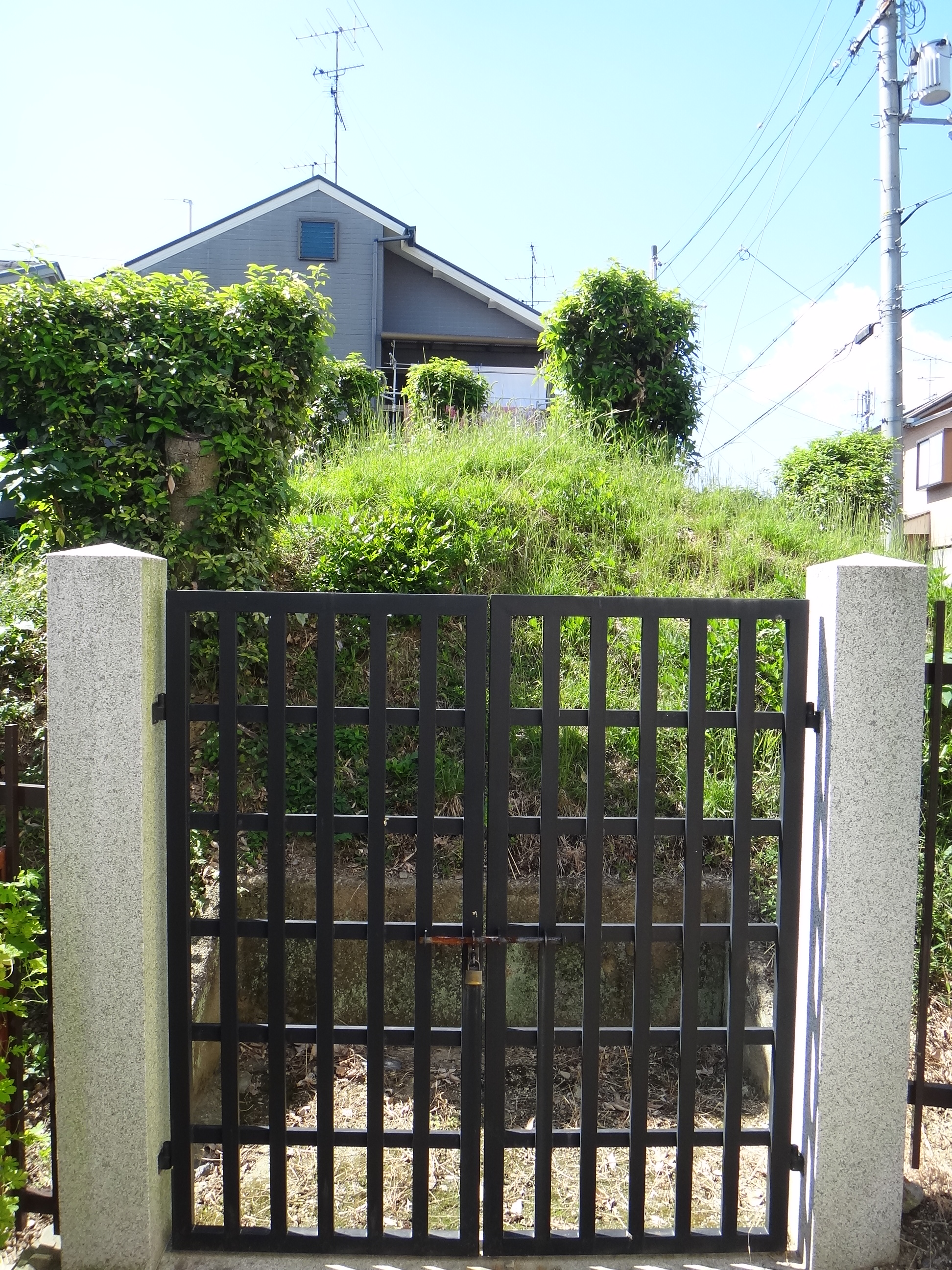
宇治陵14号
宇治陵15号
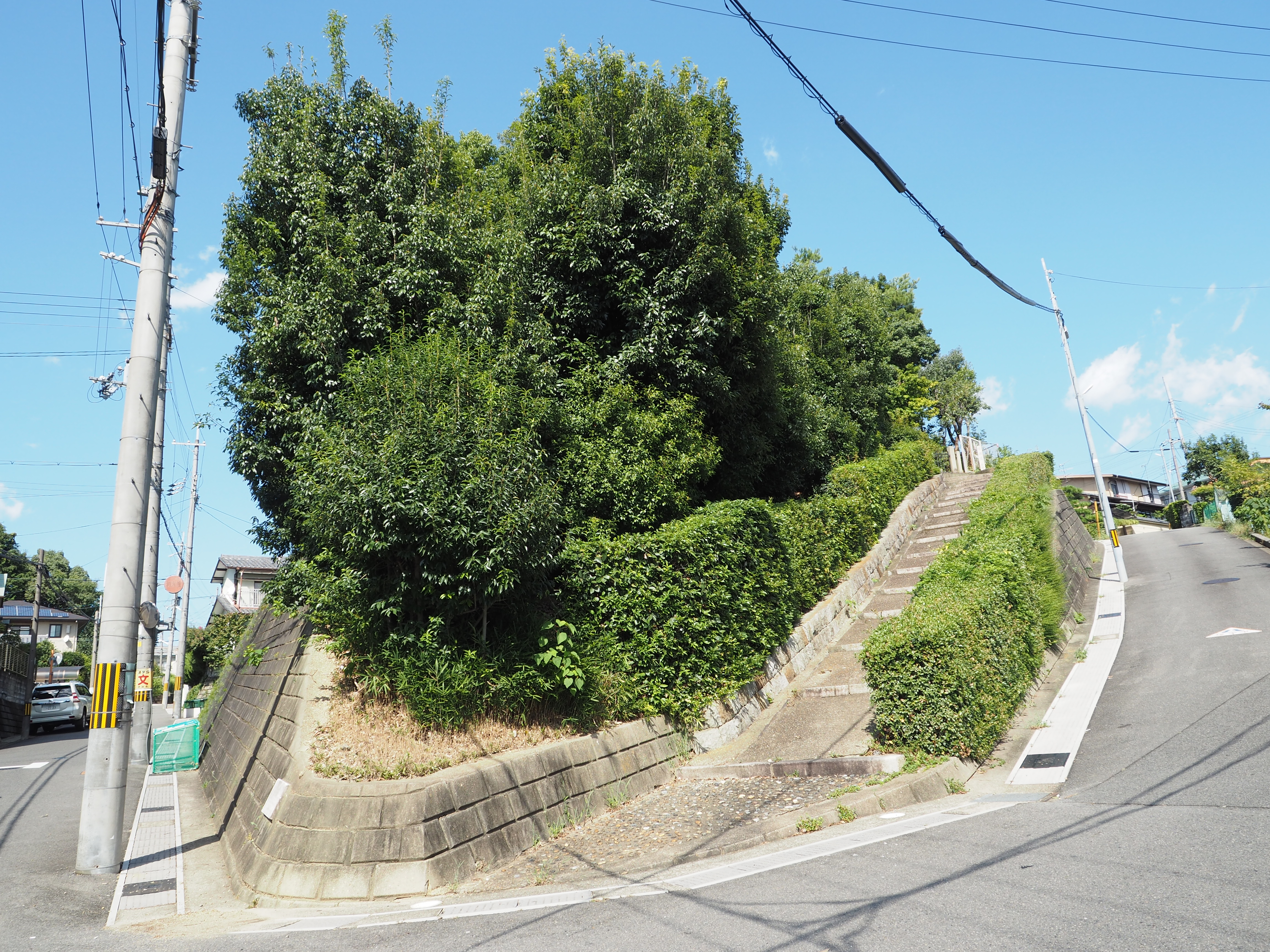
宇治陵15号の全景
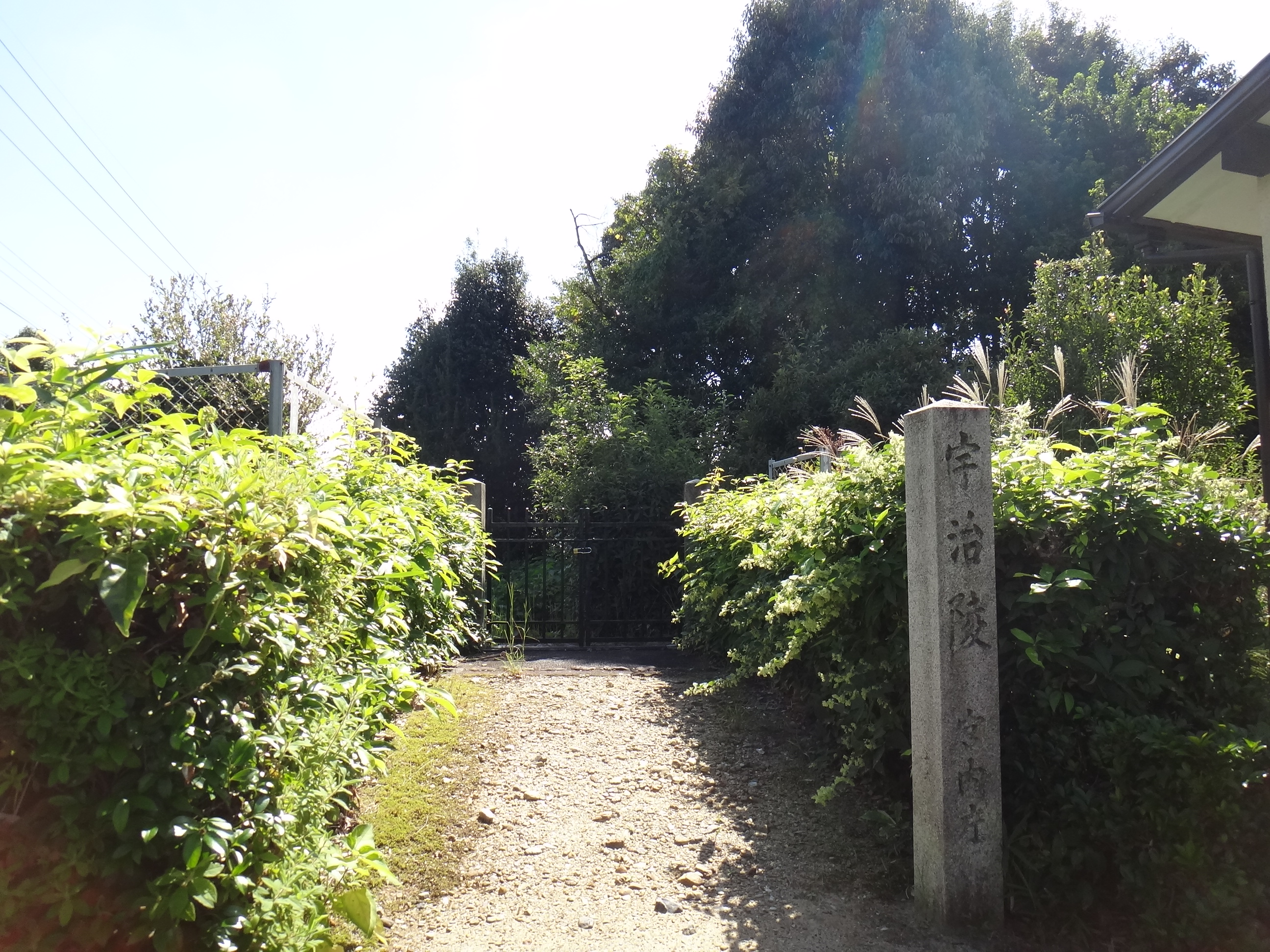
宇治陵16号
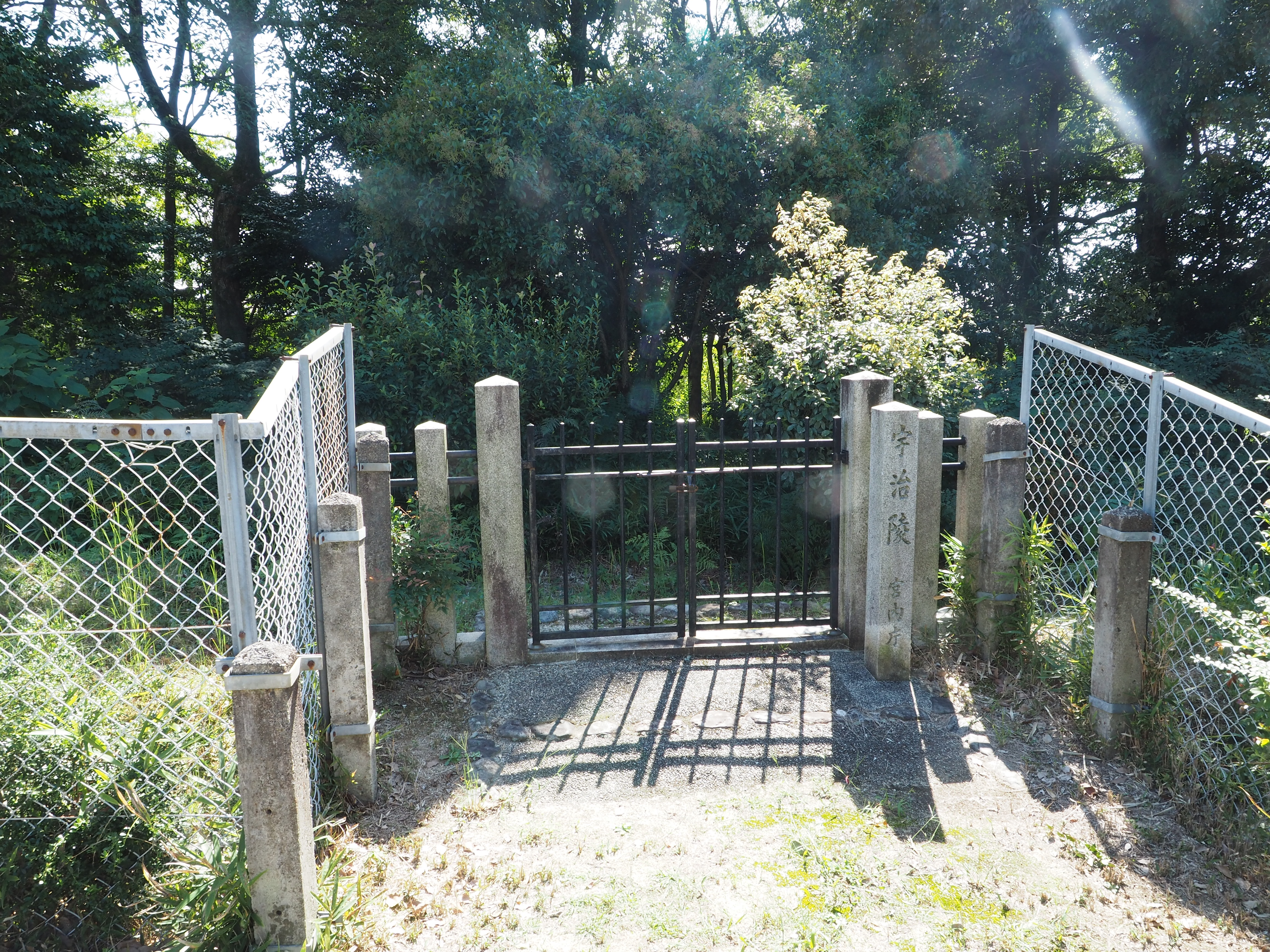
宇治陵17号
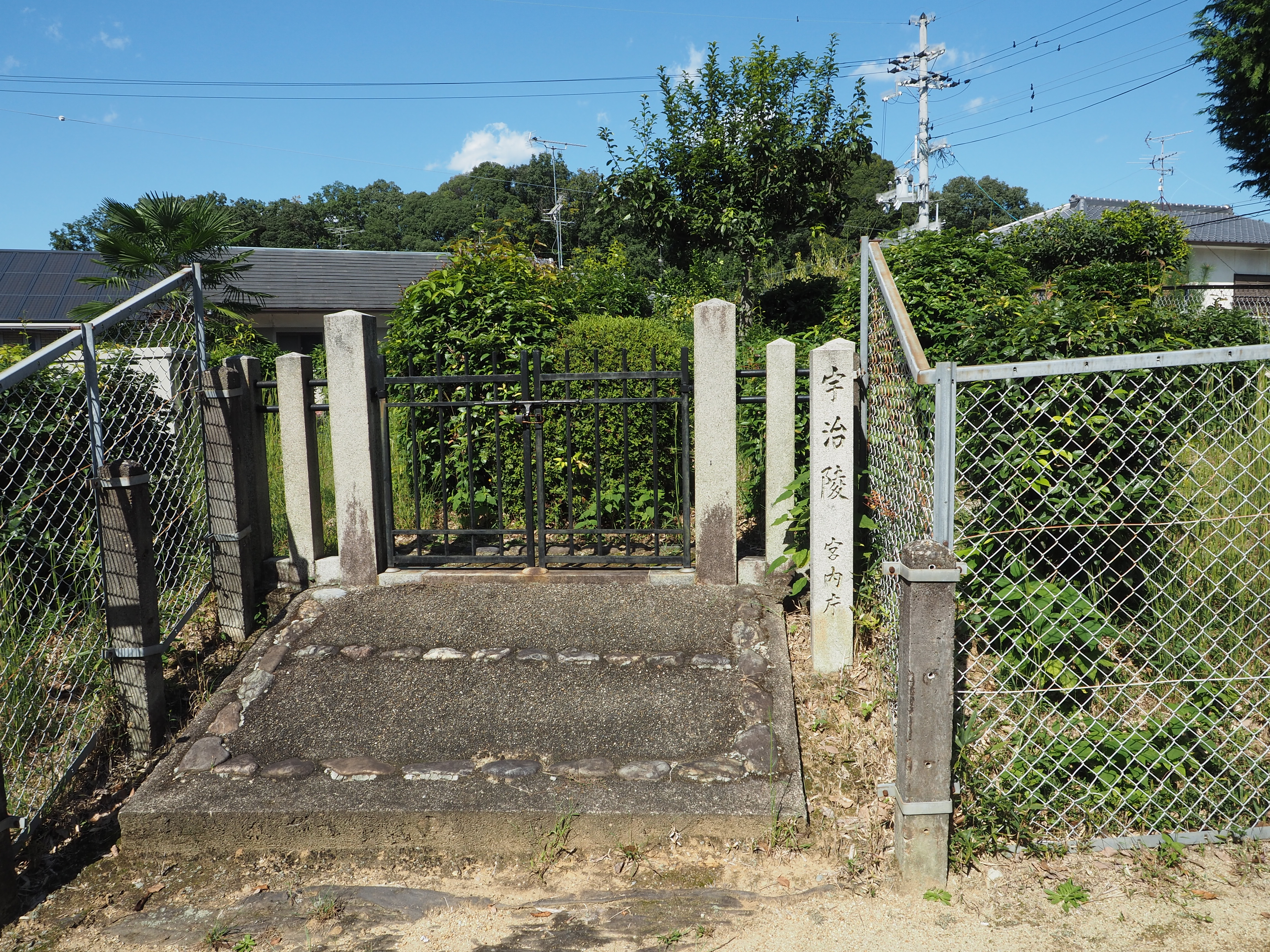
宇治陵18号
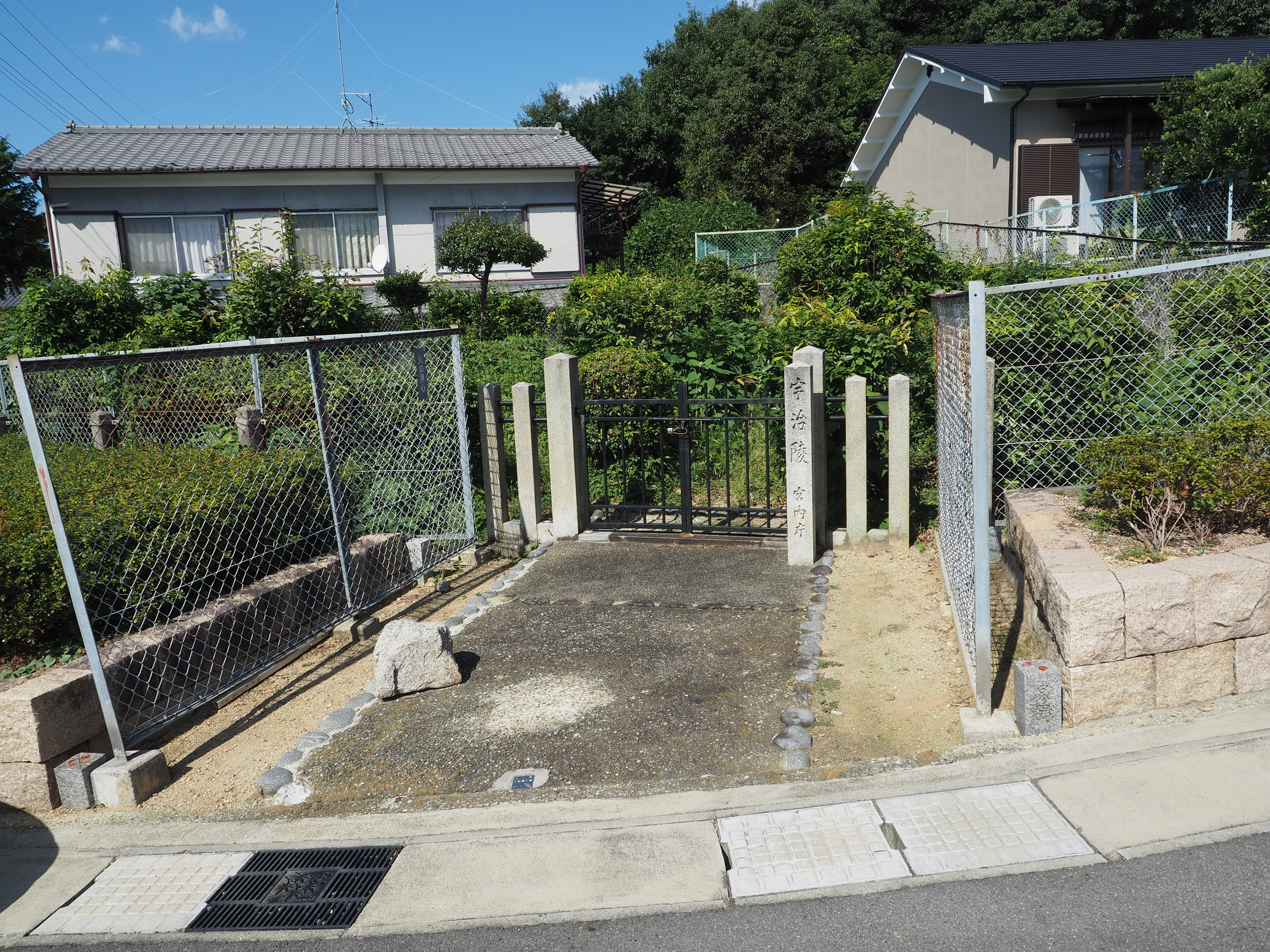
宇治陵19号
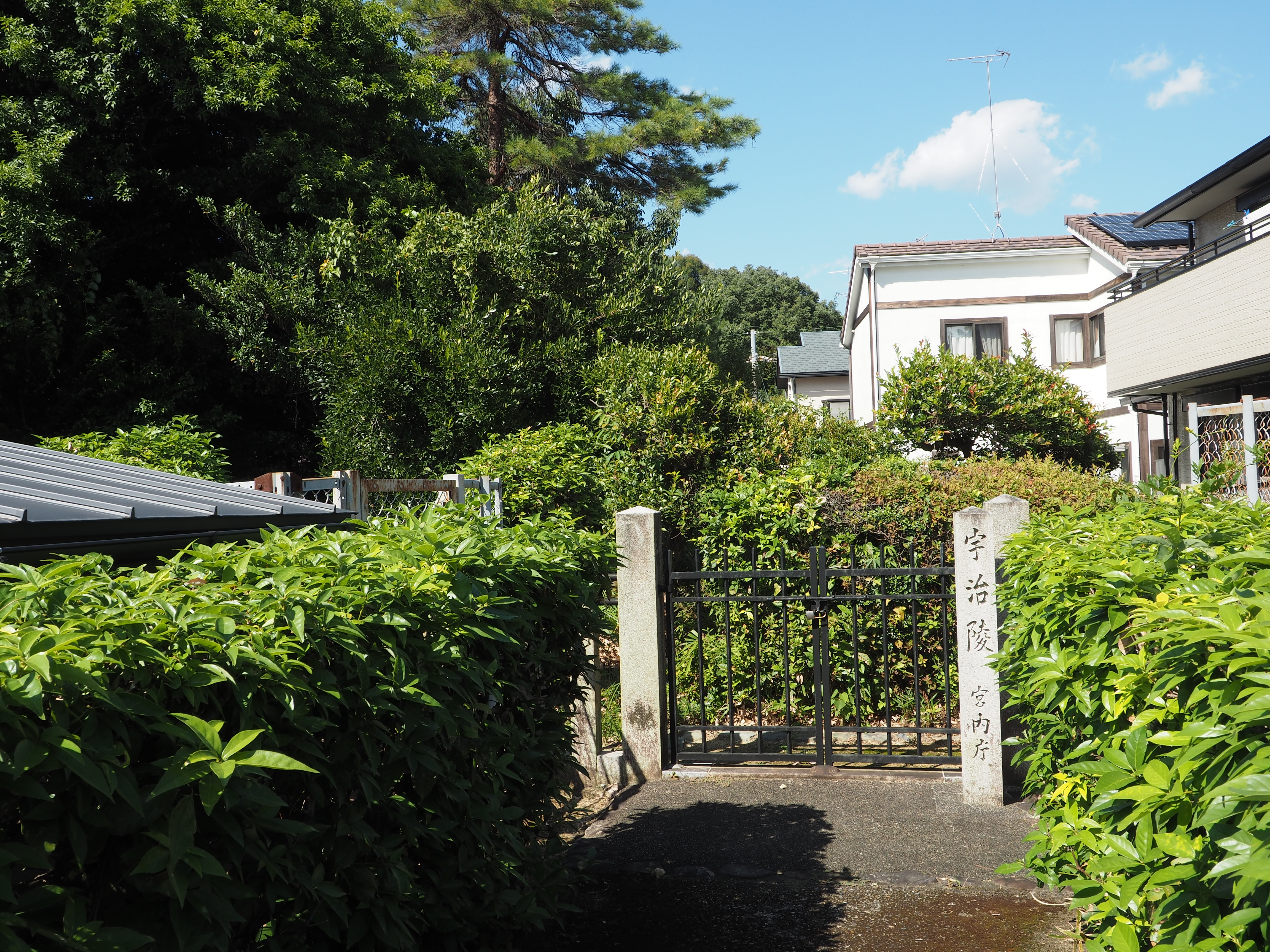
宇治陵20号
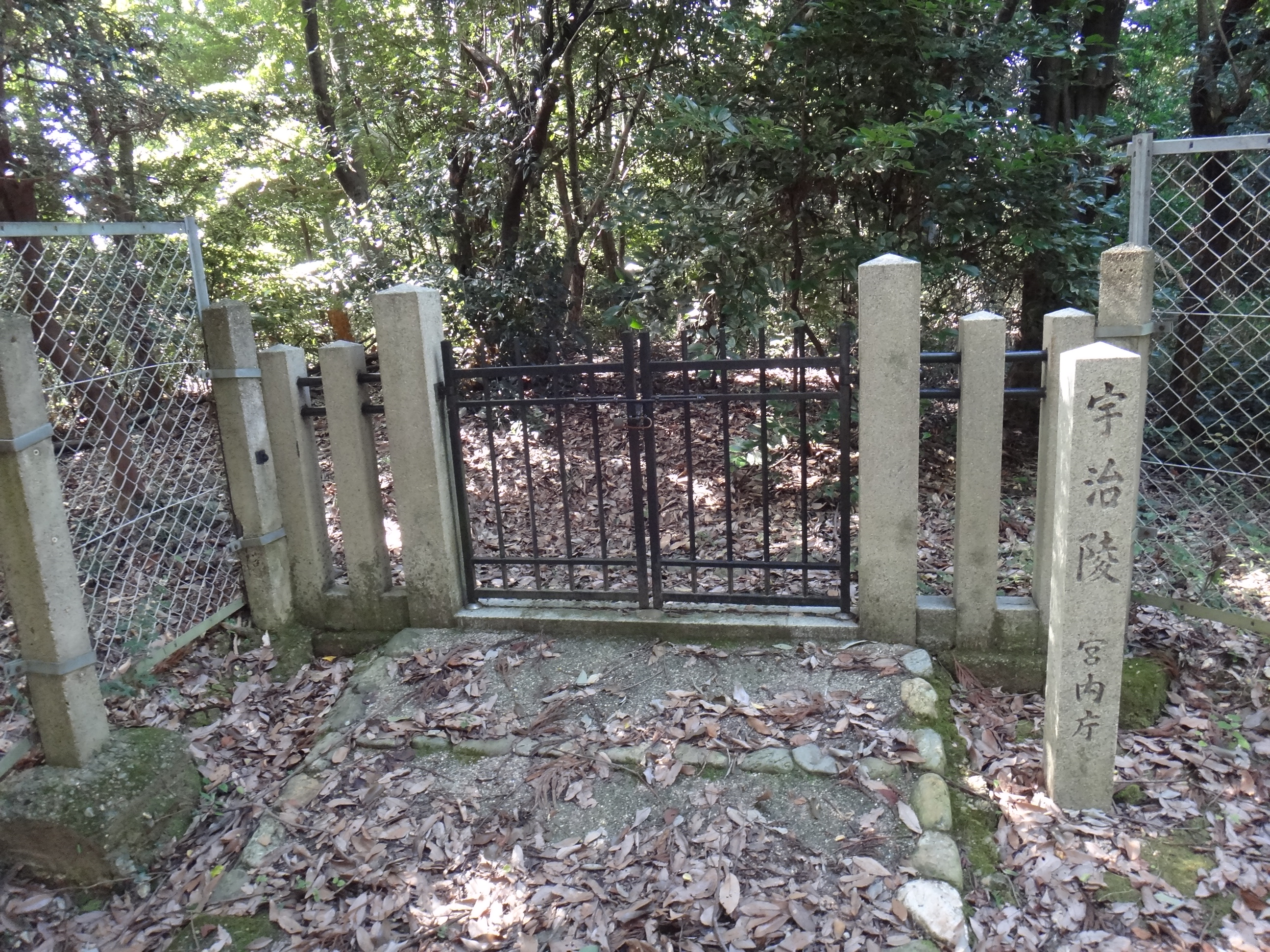
宇治陵21号
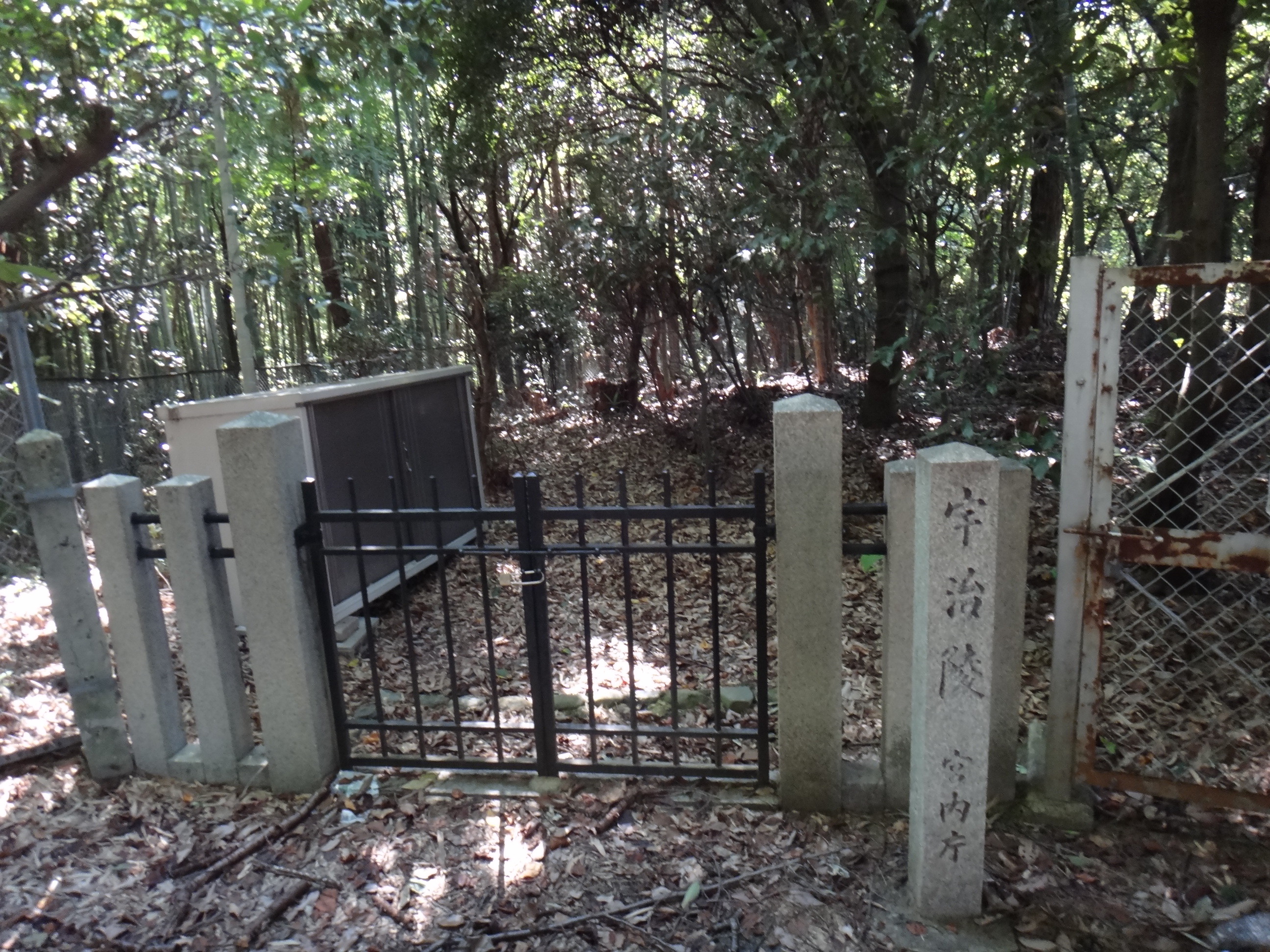
宇治陵22号
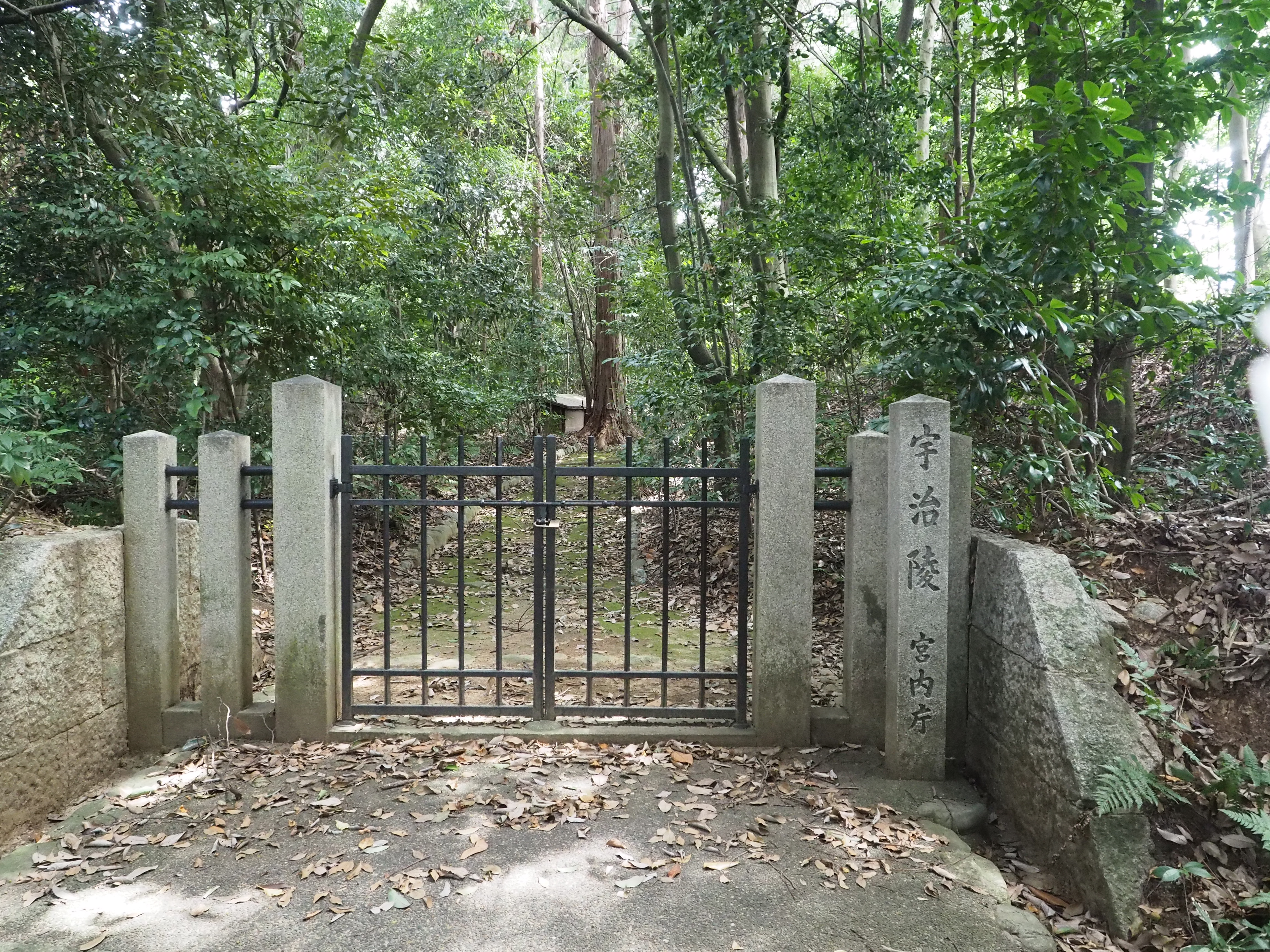
宇治陵23号
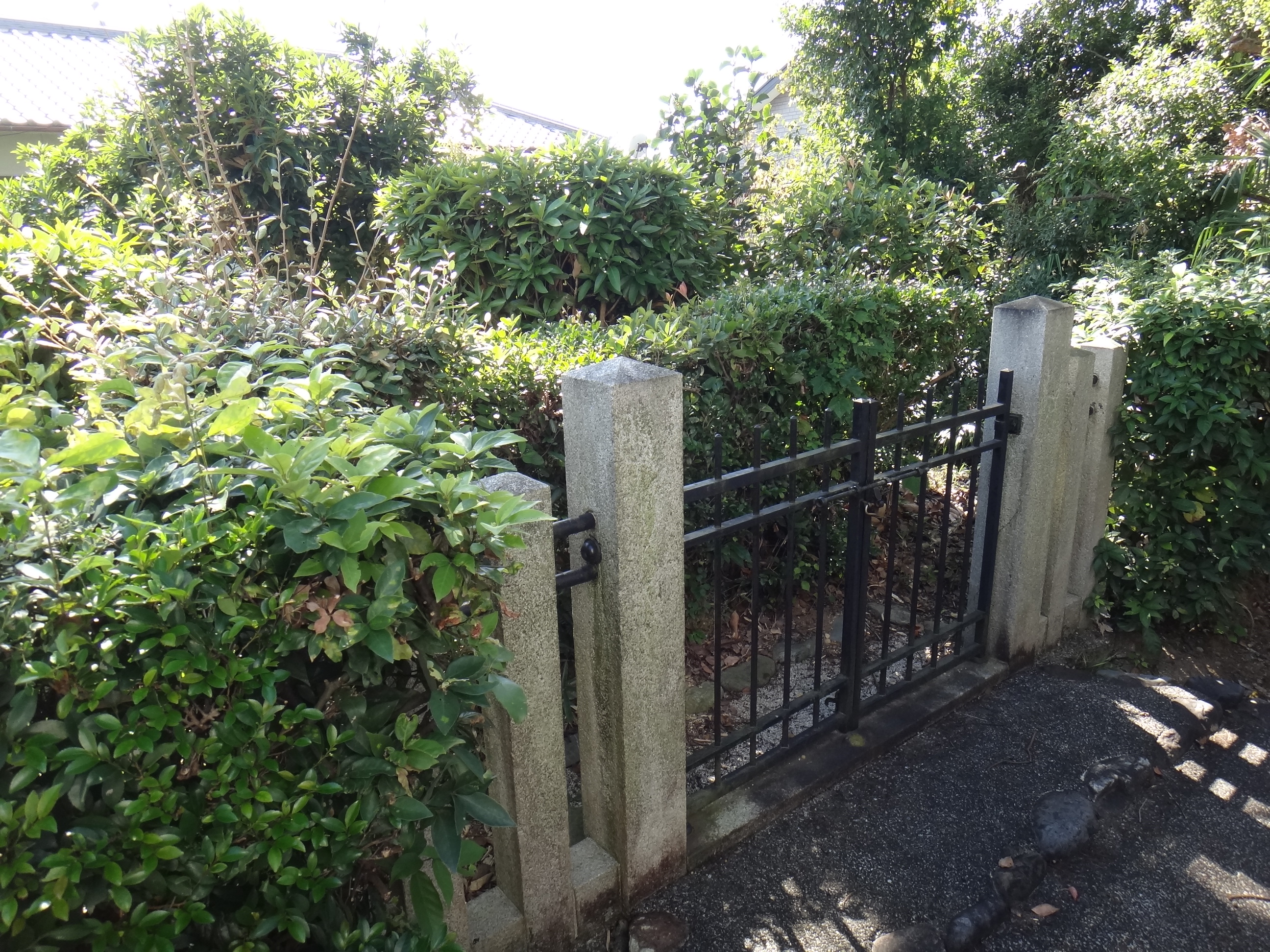
宇治陵24号
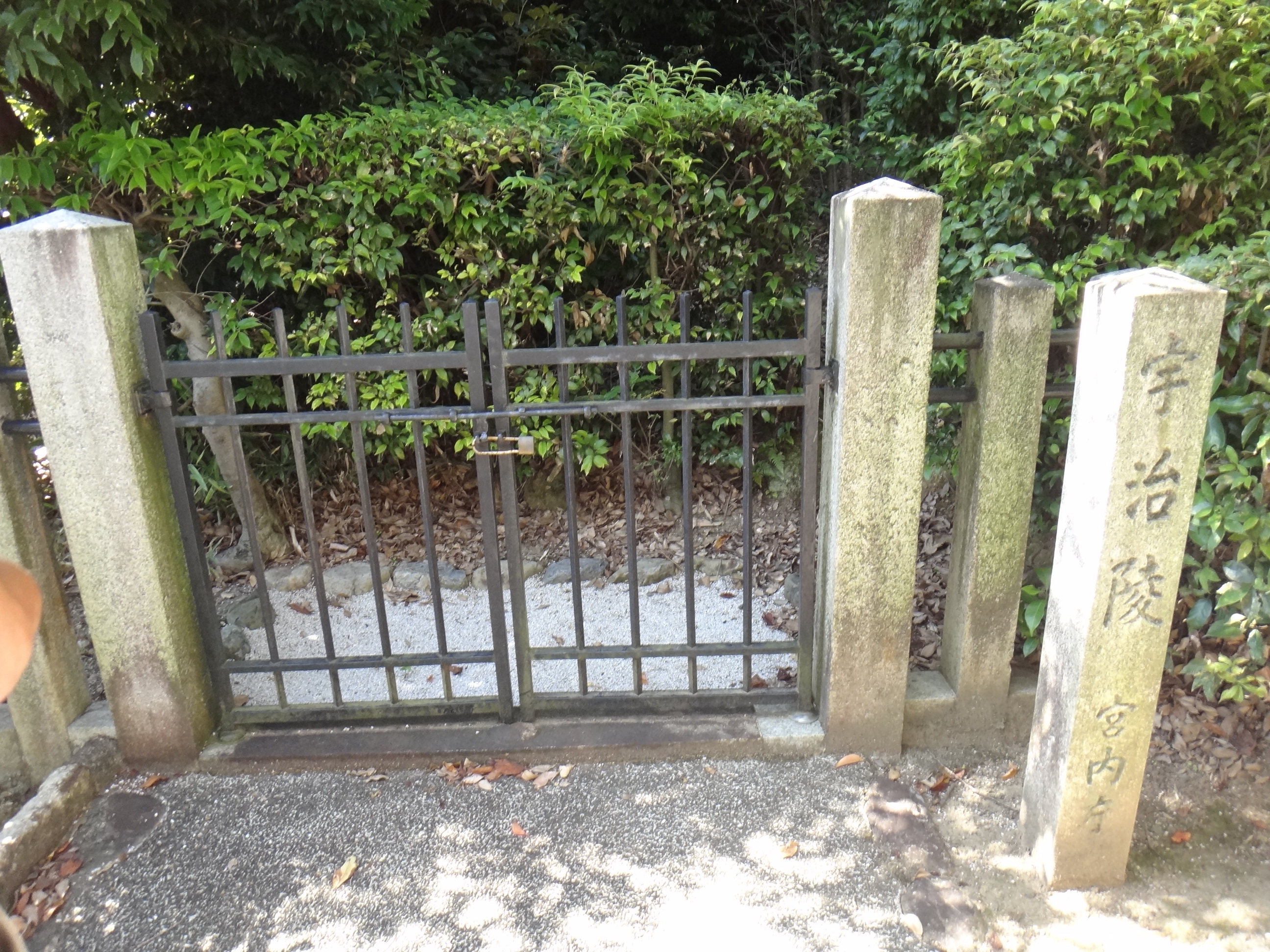
宇治陵25号
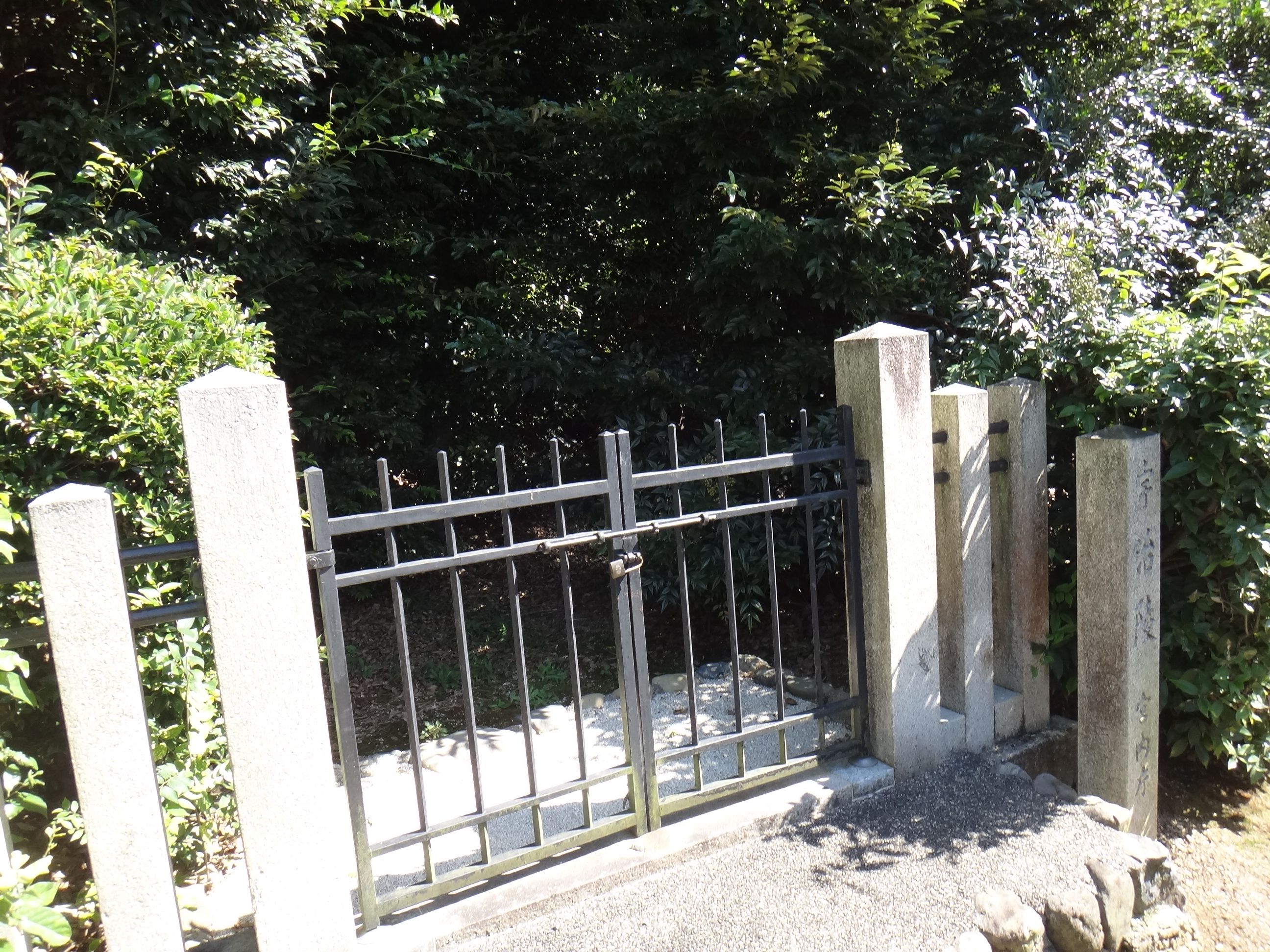
宇治陵26号
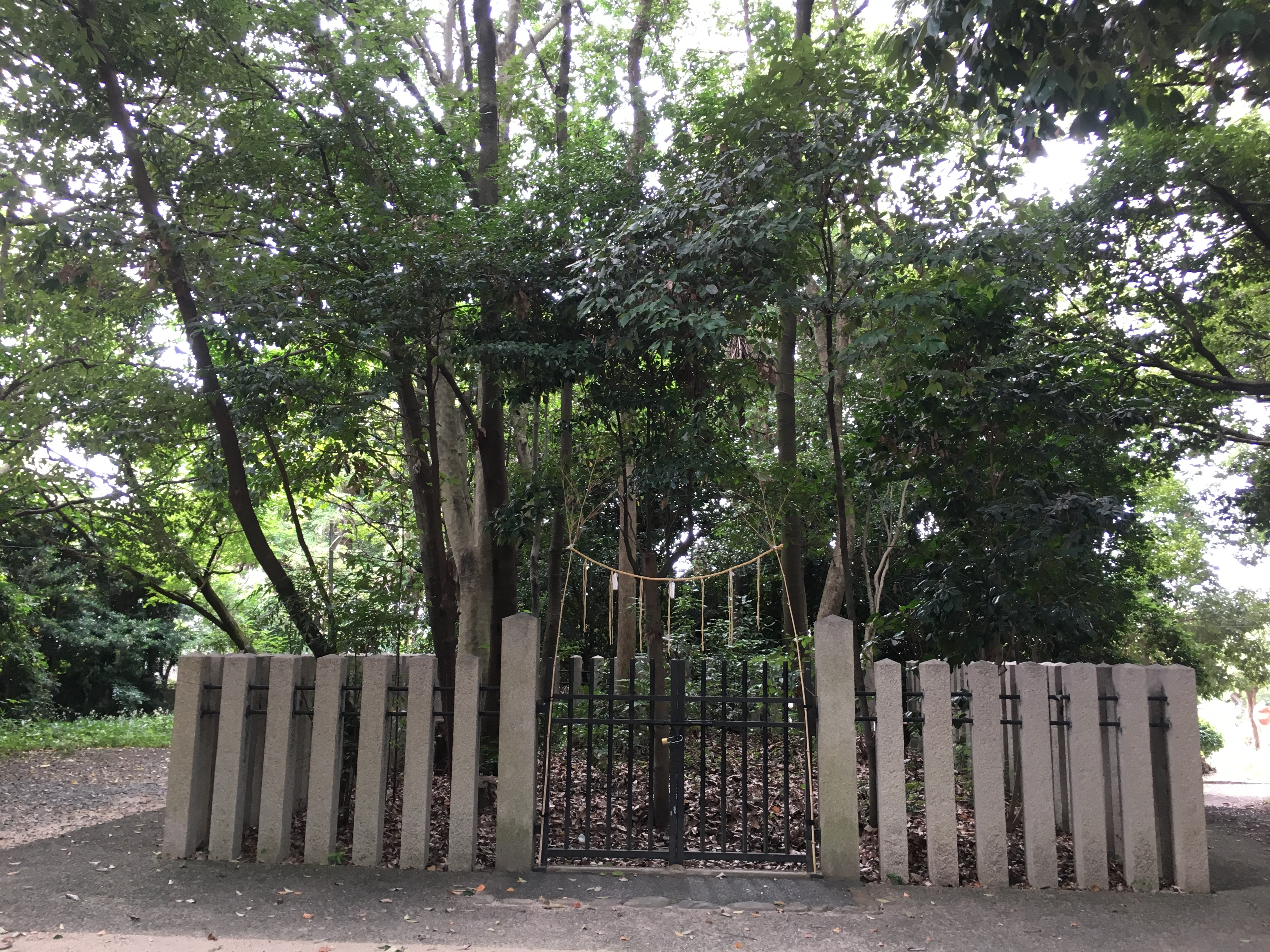
宇治陵36号、木幡の許波多神社境内
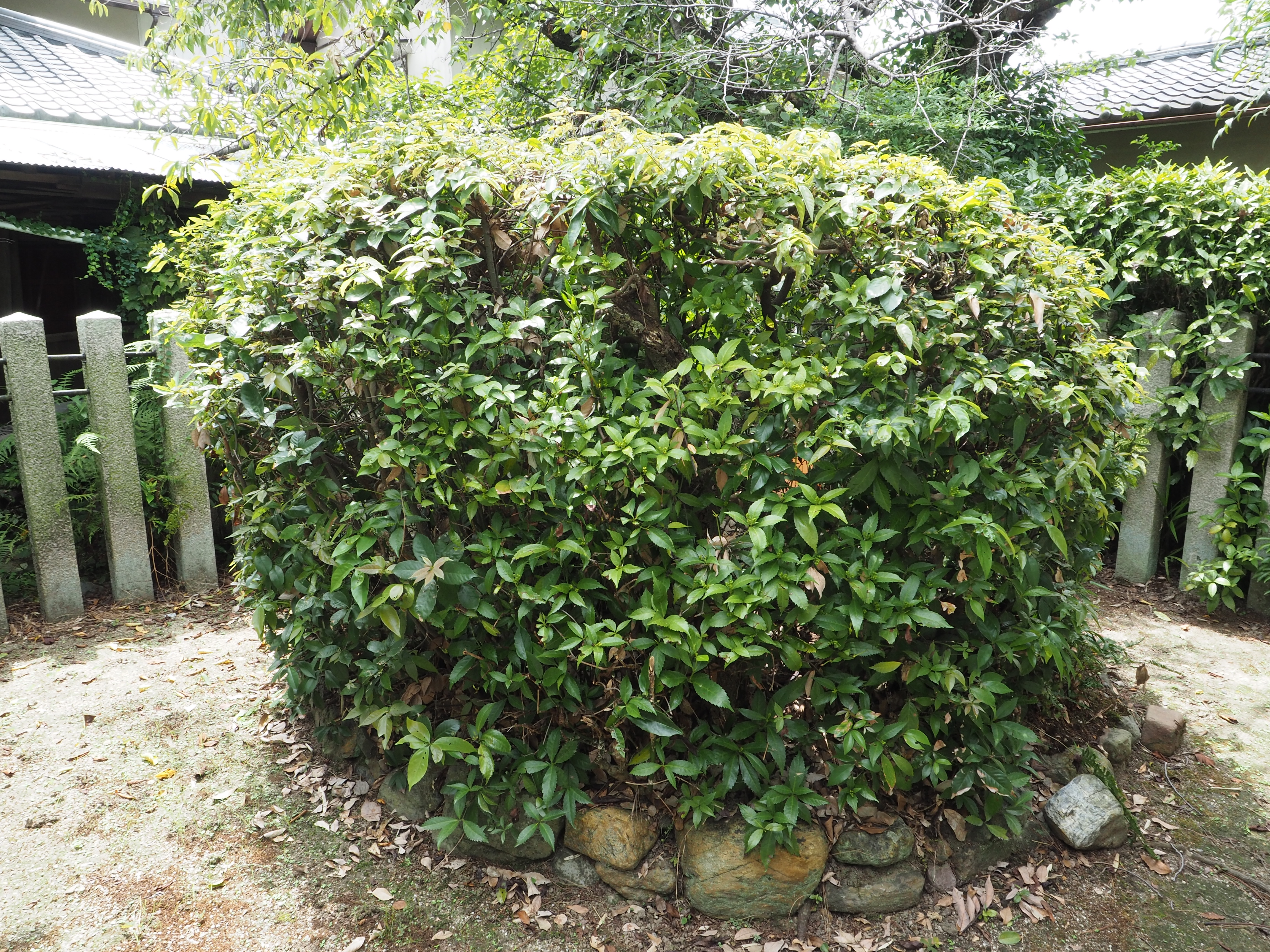
宇治陵37号

## 交通アクセス
- 木幡駅 (JR西日本)
- 木幡駅 (京阪)